# Acquedotto romano di Firenze

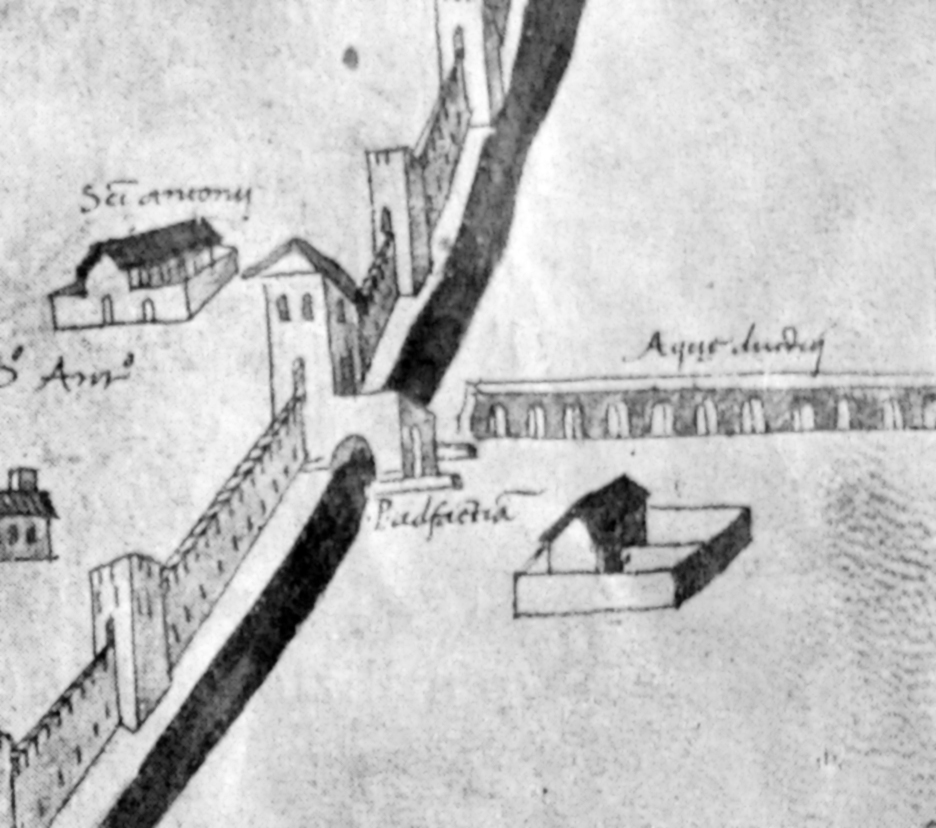
L'acquedotto presso porta a Faenza in una veduta nel Codice vaticano urbinate 277 (1470 circa)

L'acquedotto romano di Firenze era un'opera idraulica che portava l'acqua all'antica Florentia.  Visibile fino al basso medioevo, oggi ne restano poche tracce.

## Storia e descrizione
L'acquedotto si dipanava dalle colline a nord-ovest della città, sfruttando la naturale pendenza e la naturale ricchezza d'acqua dei rilievi, in particolare il Monte Morello. Sotto l'imperatore Claudio le acque del torrente Marina, che scorre poco dopo Settimello, confluivano in una grande serbatoio, il castellum aquae, nell'attuale località La Chiusa. Esso diede il nome anche alla zona di Castello, sulla collina di Quarto.
Scorrendo in uno speco interrato, l'acqua arrivava al sito dell'attuale villa di Castello, dove l'acquedotto iniziava ad emergere in superficie, passando sopra gli archi in muratura tipici di tali opere romane. A Florentia l'acqua arrivava nei pressi della Porta Rossa (nella cerchia antica) poi di Porta a Faenza (nell'ultima cerchia), portando l'acqua alle terme nell'attuale, non a caso, via delle Terme, e terminando al Capaccio, cioè al Caput aquae.
Caduto in rovina, ne sopravvissero a lungo dei brani. Ad esempio nel pieno Cinquecento Vasari ricordava come l'acqua di alcune vasche della villa di Castello arrivasse "da uno acquedotto antico fatto da' romani".
Lavori preparatori per nuovi alloggi in via di Quarto nel 2006 hanno portato alla luce tre porzioni dell'acquedotto, allineate nordovest-sudest, che estendono per 70 metri lineari. In questo tratto l'acquedotto fu semi-interrato.

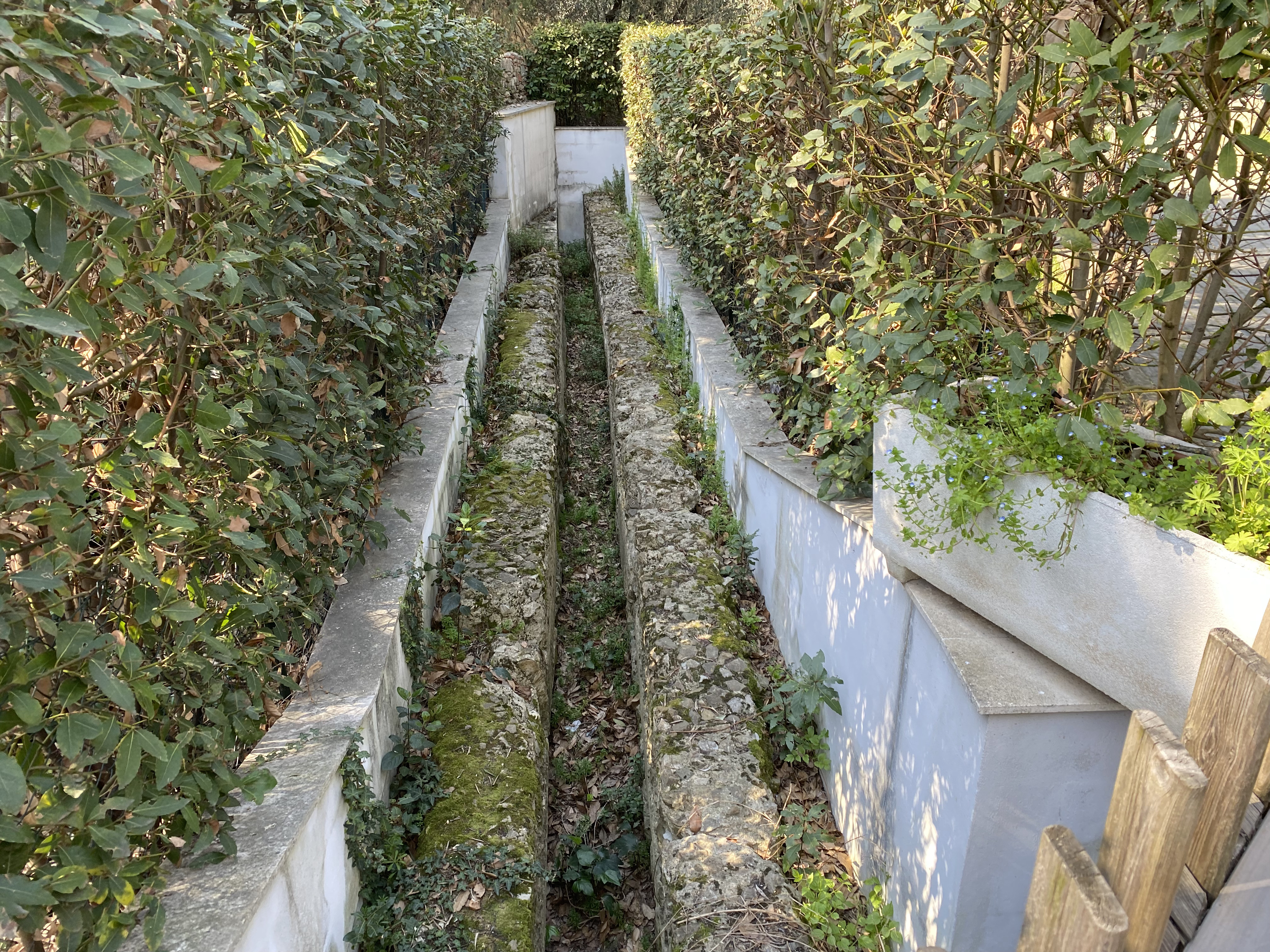
Resti dell'acquedotto romano di Firenze in via di Quarto